# Фраат I (цар Парфії)
Фраат I (парф. Frahāt)(близько 176 — близько 171 до н. е.) — четвертий з відомих династів-Аршакідів. Очолив парнів по смерті батька Фріапата
Після жахливої поразки Антіоха III від римлян біля Магнесії у 190 р. до н. е. державу Селевкідів значною мірою було дестабілізовано, що призвело до зростання напруги на периферії. Для захисту однієї з власних сатрапій — Гірканії від горян-мардів Селевкіди були вимушені залучити своїх васалів — Аршакідів. Наразі не відомо, за якого з династів (Фріапата чи Фраата) відбулася передача цієї провінції під контроль парнів, але з античних джерел відомо, що власне Фраат отримав остаточну перемогу над горянами, убезпечивши життя та діяльність землеробського населення цієї сатрапії.
| «Безумовним досягненням Фраата I було усвідомлення факту того, що без подолання конфлікту з осілим населенням неможливо думати не тільки про нові здобутки, але й зберегти попередні. Будучи вельми зацікавленим у залученні еллінів та гірканців на свій бік та побачивши у війні з мардами, що турбували Гірканію своїми грабунками, найкращий засіб досягнення цієї мети, Фраат свідомо знехтував тим, що марди були фактичними союзниками його діда Аршака II.»[3] |
Після смерті Фраата влада перейшла до його брата Мітрідата. В античних джерелах повідомляється про те, що Фраат сам передав владу брату, але подальша історія Аршакідів та відсутність будь-яких згадок щодо дітей померлого робить такий варіант розвитку подій вельми сумнівним, ймовірно Мітрідат, за підтримки військової еліти, узурпував владу та позбувся дітей Фраата.